# Concert du nouvel an 1990 à Vienne
Le concert du nouvel an 1990 de l'orchestre philharmonique de Vienne, qui a lieu le 1er janvier 1990, est le 50e concert du nouvel an donné au Musikverein, à Vienne, en Autriche. Il est dirigé pour la première fois par un chef d'orchestre indien, Zubin Mehta.
Johann Strauss II y est toujours le compositeur principal, mais son frère Josef est représenté avec quatre pièces, et leur père Johann présente une seconde œuvre en plus de sa célèbre Marche de Radetzky qui clôt le concert. Par ailleurs, Franz von Suppé est de retour au programme après quatre ans.
Six pièces sur les dix-sept au total sont jouées pour la première fois au concert du nouvel an.

## Programme
Les pièces suivies d'un astérisque (*) sont jouées pour la première fois.

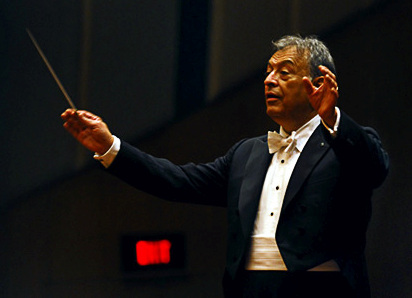
Zubin Mehta (en 2008)

### Première partie
1. Johann Strauss II : marche d'ouverture de l'opérette Der Zigeunerbaron, sans numéro d'opus
2. Josef Strauss : Die Emancipirte, polka-mazurka, op. 282
3. Johann Strauss : Indianer-Galopp, galop, op. 111*
4. Johann Strauss II : Donauweibchen, valse, op. 427*
5. Josef Strauss : Sport-Polka, polka rapide, op. 170*

### Deuxième partie
1. Franz von Suppé : ouverture de Ein Morgen, ein Mittag, ein Abend in Wien*
2. Josef Strauss : Sympathie, polka-mazurka, op. 73*
3. Johann Strauss II : Wiener Blut, valse, op. 354
4. Johann Strauss II : Demolirer-Polka, polka, op. 269
5. Johann Strauss II : Im Sturmschritt, polka rapide, op. 348*
6. Johann Strauss II : Histoires de la forêt viennoise, valse, op. 325
7. Johann Strauss II : Tritsch-Tratsch-Polka, polka rapide, op. 214
8. Johann Strauss II : Explosions-Polka, polka rapide, op. 43

### Rappels
1. Josef Strauss : Eingesendet, polka rapide, op. 240
2. Johann Strauss II : Le Beau Danube bleu, valse, op. 314
3. Johann Strauss : Marche de Radetzky, marche, op. 228